# Céramique pseudo-ionienne
La céramique pseudo-ionienne est un style de céramique grecque occidentale. Il s'agit essentiellement de productions à pâte claire, provenant d'ateliers proches de Massalia (l'actuelle Marseille). 
Les productions céramiques grecques ont inspiré des ateliers indigènes innovants. Leurs productions, directement dérivées du registre phocéen, ont gardé pour des formes particulières, de fortes influences gauloises (coupes carénées). Ces ateliers, implantés parfois assez loin de la côte, ont permis de minimiser l'hypothèse d'ateliers massaliètes en territoire indigène. L'atelier principal se serait trouvé à proximité de l'oppidum Saint-Marcel au Pègue (Drôme).  
Il s'agit de productions tournées, en pâte claire micacée, portant un décor peint (le registre allant de la bande ocre au développement de formes figuratives). Débutant au milieu du VIe siècle av. J.-C., ce courant original s'éteint au IVe siècle av. J.-C.
Au cours de cette période cette poterie s'est diffusée en moyenne vallée du Rhône (oppidum des Segovellaunes du Malpas à Soyons).
Vaiselle vinaire à décor pseudo-ionien du Musée archéologique du Pègue.

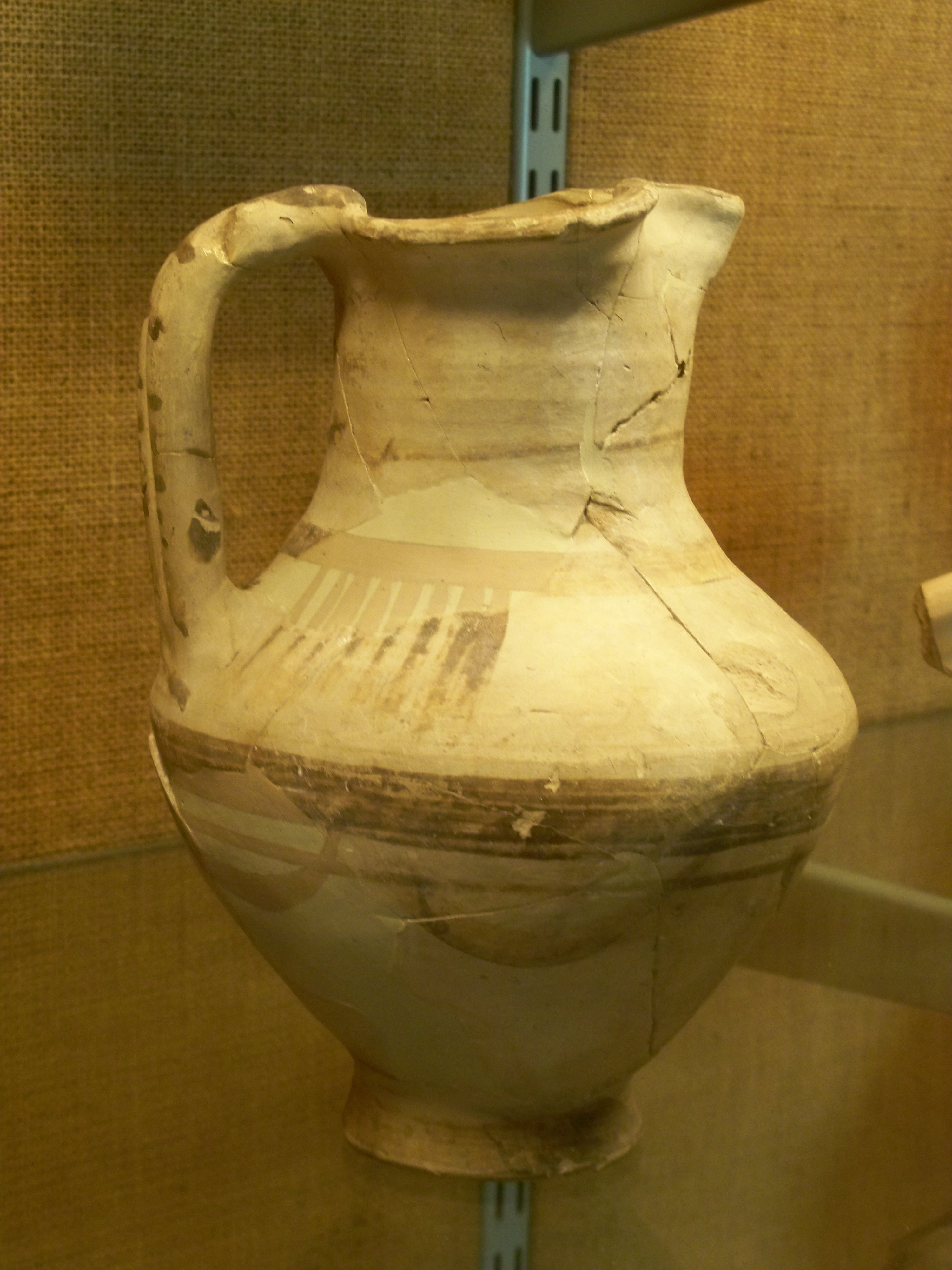
Œnochoé à riche décor pseudo-ionien
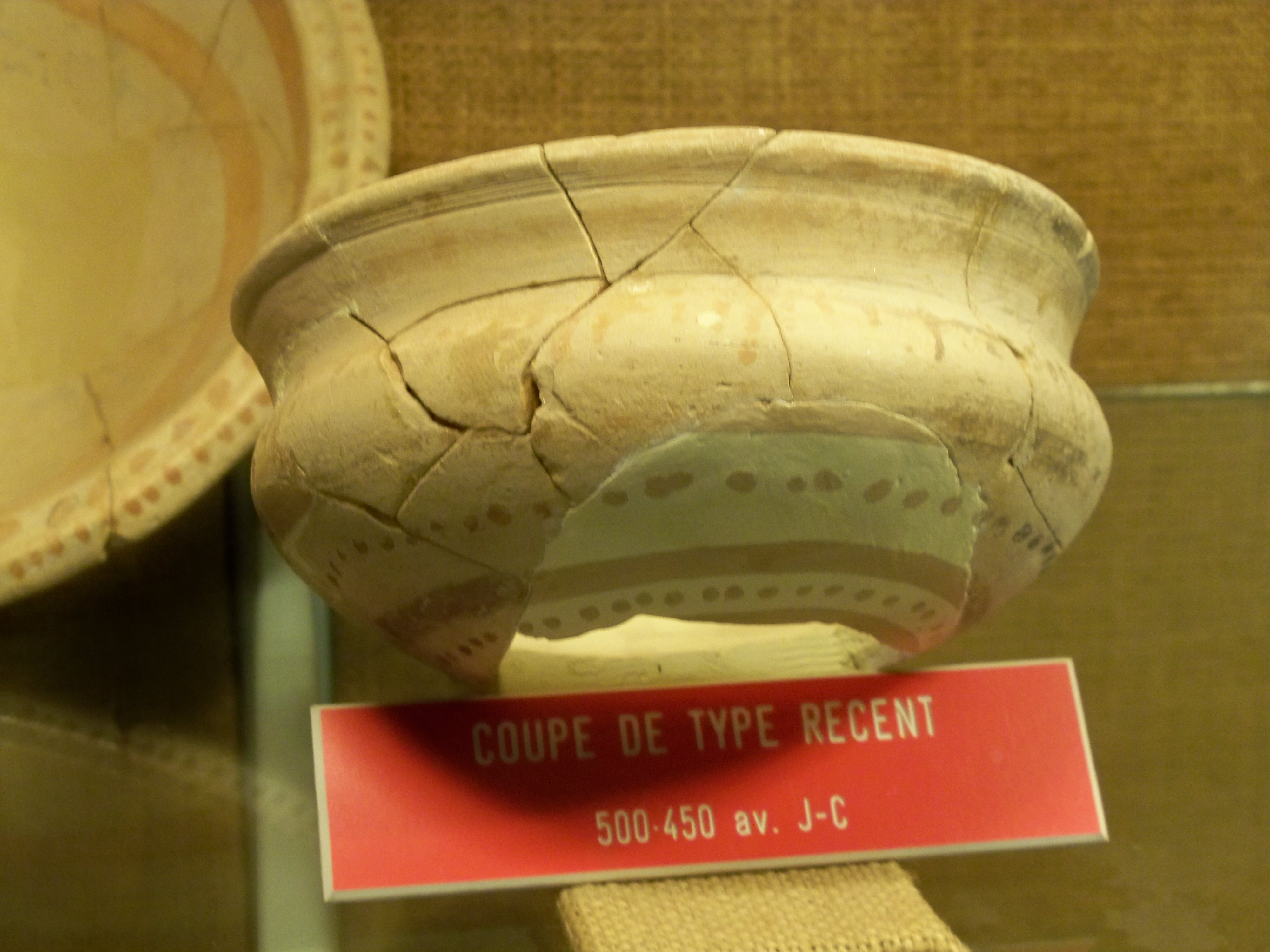
Coupe à vin de type récent (-500 / -450)
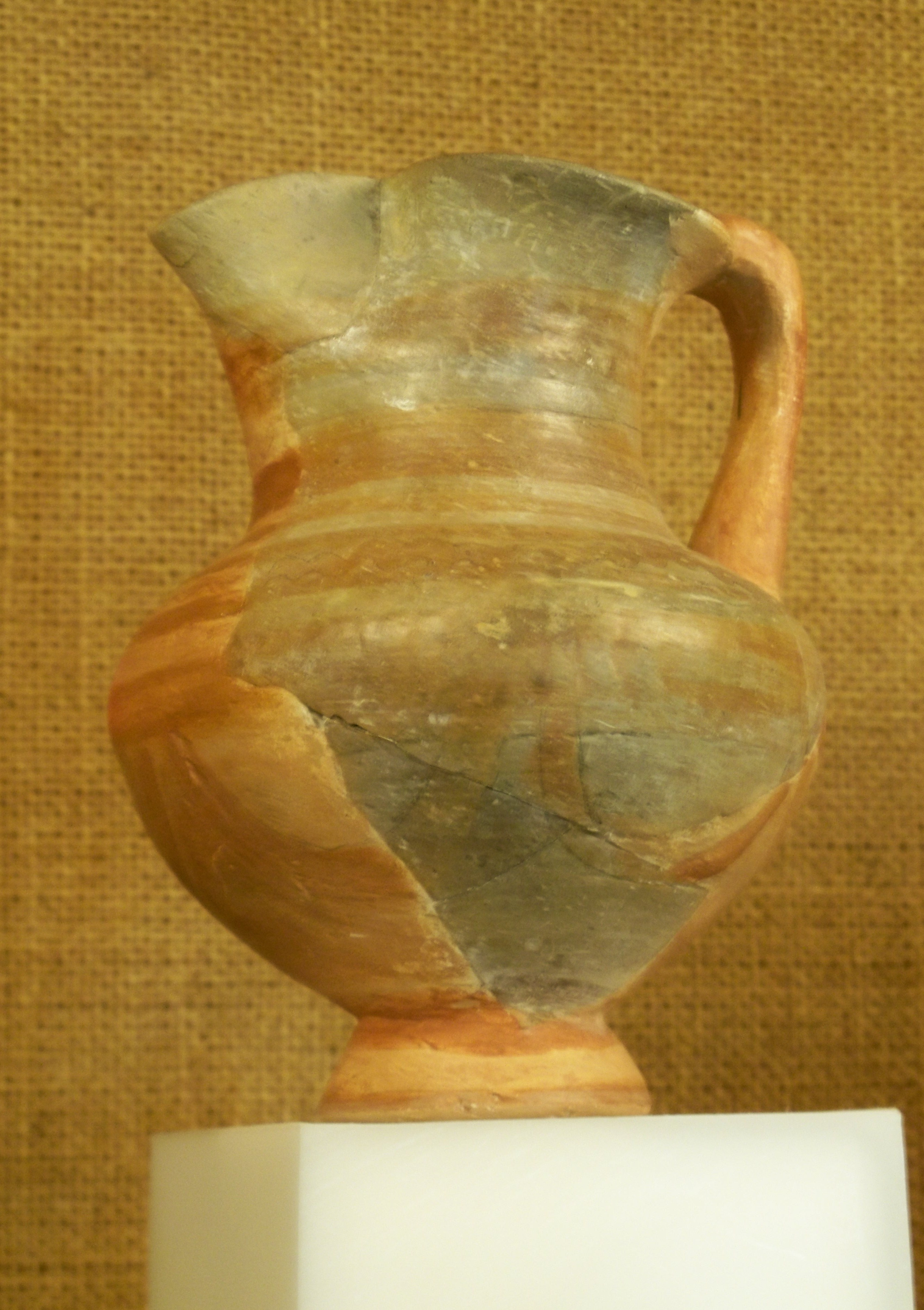
Œnochoé d'époque tardive
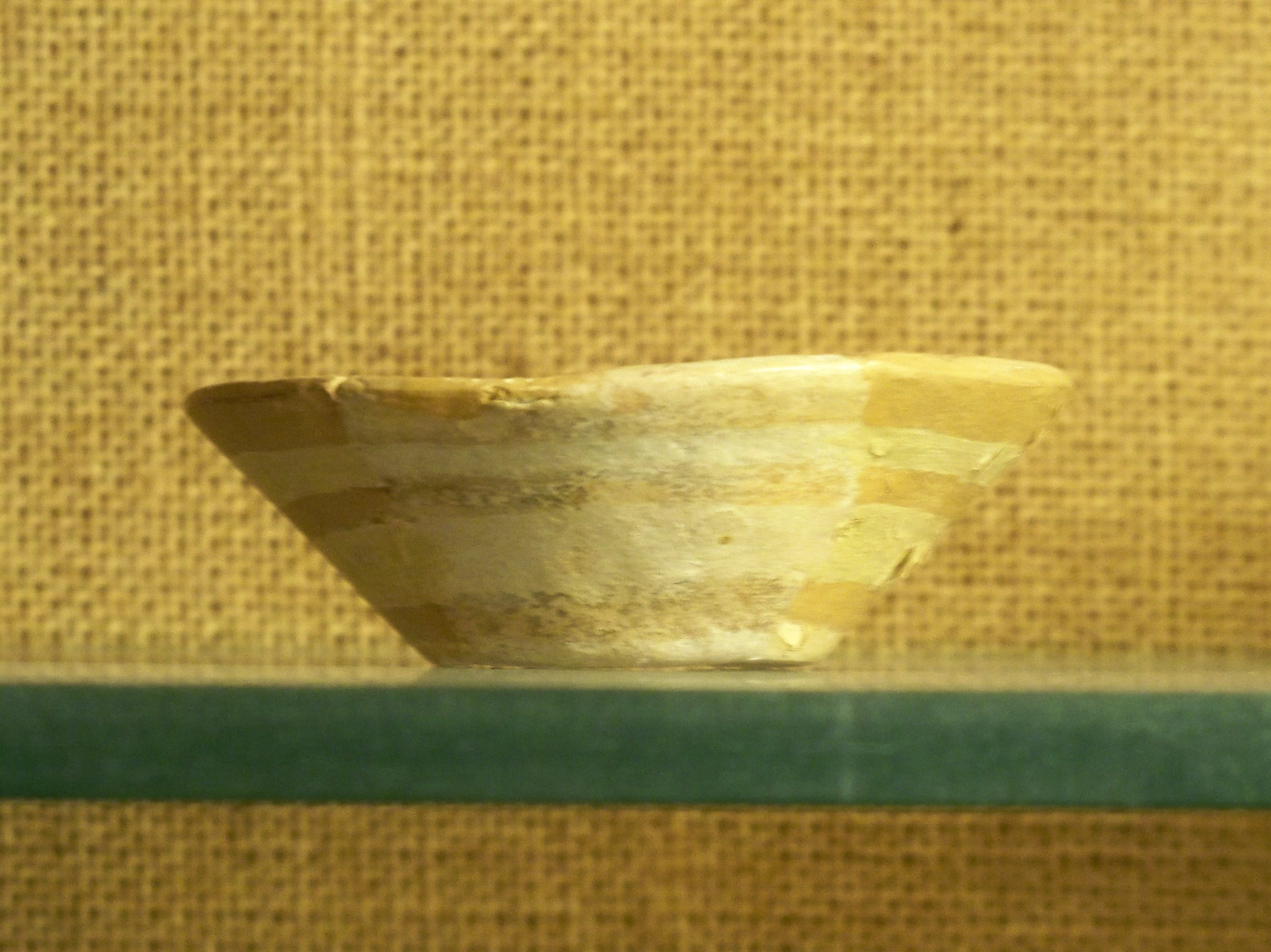
Vase à vin à décor pseudo-ionien (bande ocre)